# Sempre caro
Sempre caro è un romanzo giallo di Marcello Fois del 1998. La prefazione è stata scritta da Andrea Camilleri.
La storia è incentrata sulla figura di Bastianu, costruita sull'avvocato-poeta nuorese Sebastiano Satta, coinvolto in un'inchiesta giudiziaria nell'Ottocento, subito dopo l'Unità d'Italia.

## Edizioni
- Marcello Fois, Sempre caro, collana Narrativa, Il Maestrale, 1998,  p. 128.